# ای‌آرام گوآناخوآتو
ای‌آرام گوآناخوآتو (به انگلیسی: ARM Guanajuato) یک کشتی است که طول آن 81.4m می‌باشد.